# Villaviciosa, Abra
Villaviciosa là một đô thị hạng 5 ở tỉnh Abra, Philippines. Theo điều tra dân số năm 2007, đô thị này có dân số 5,147 người trong 930 hộ.
Đô thị này nằm ở phía nam tỉnh Abra. Phía tây bắc giáp San Isidro, giáp Bucay về phía bắc, phía đông giáp Manabo và Luba, phía nam giáp San Emilio, Ilocos Sur còn phía tây giáp Pilar.

## Các khu phố (barangay)
Villaviciosa được chia thành 8 khu phố (barangay).
| Barangay     | Dân số (2007) |
| ------------ | ------------- |
| Ap-apaya     | 474           |
| Bol-lilising | 297           |
| Cal-lao      | 857           |
| Lap-lapog    | 738           |
| Lumaba       | 492           |
| Poblacion    | 806           |
| Tamac        | 648           |
| Tuquib       | 835           |

## Kết quả bầu cử năm 2007
| Chức vụ          | Ứng cử viên           | Tổng số phiếu bầu |
| ---------------- | --------------------- | ----------------- |
| Thị trưởng       | Marjorie L. Lagen     | 1.666             |
| Phó thị trưởng   | Jose W. Lagen Jr.     | 1.796             |
| Ủy viên hội đồng | Tessie G. Paned       | 1.776             |
| Ủy viên hội đồng | Amelito M. Bagno      | 1.658             |
| Ủy viên hội đồng | Peter C. Agcalao      | 1.616             |
| Ủy viên hội đồng | Alex M. Paned         | 1.603             |
| Ủy viên hội đồng | Manuel V. Lozano      | 1.569             |
| Ủy viên hội đồng | Dedication E. Damasen | 1.566             |
| Ủy viên hội đồng | Victor T. Day-em      | 1.542             |
| Ủy viên hội đồng | Ingrid B. Oca         | 1.493             |